# Soziokulturelle Animation
Soziokulturelle Animation (auch kurz Soziokultur) bezeichnet die gestalterische Beschäftigung mit Menschen in sozialen Projekten (vergleiche Soziokultur). Dabei ist die Arbeit mit Einzelnen oder in Gruppen möglich. Die Methode wird oft durch speziell dafür ausgebildete Sozialarbeiter ausgeführt.
Einzelne Menschen werden miteinander vernetzt und gleichzeitig (bzw. dadurch) gemeinsame Aktivitäten im Hinblick auf individuelle Interessen und Anlagen organisiert und gefördert. In besonderer Weise wird das Individuum berücksichtigt und dessen Persönlichkeit und Zugehörigkeitsgefühl gestärkt. Schwerpunkte können gezielt auf die sozialen und kulturellen Kompetenzen der Teilnehmenden gelegt werden, deren Entwicklungen in den jeweiligen Projekten beobachtet und professionell begleitet werden.
Irreführend kann die Bezeichnung Animation sein, da die beschriebene Methode im Idealfall auf Selbstwirksamkeits-Erfahrungen der Klientel abzielt. Es wird im Spielerischen versucht, im Individuum Erfahrungswerte zu generieren, die es dann auf essentiellere Lebensbereiche übertragen kann. Im Gegensatz dazu sind beispielsweise die Animatoren der Tourismusbranche zuständig für die Unterhaltung ihrer zahlenden Kunden.
Soziokulturelle Animation bezeichnet manchmal einen Beruf, manchmal eine Methode. Soziokulturelle Animatoren fördern soziale Netze, kulturelle Aktivitäten und politische Aktionen von Menschen allen Alters – vorwiegend im Freizeitbereich. Sie zeichnen sich dadurch aus, dass sie Verbindungen herstellen zwischen sozialen, kulturellen, politischen und ökonomischen Themen und Aktionen.

## Entstehung des Begriffs
Der Ausdruck kommt aus Frankreich, er hat sich dort zwischen 1950 und 1965 eingebürgert. In der französischsprachigen Schweiz ist er ebenfalls gebräuchlich. Im deutschsprachigen Raum kann an der Hochschule Luzern ein Bachelor-Studium in Soziokultureller Animation absolviert werden. An der ZHAW Zürich, Departement Soziale Arbeit ist Soziokulturelle Animation eine Vertiefungsrichtung innerhalb des Studiengangs Soziale Arbeit. In Deutschland fallen dieselben Tätigkeitsbereiche unter die Bezeichnungen Freizeitpädagogik, Jugendhilfe und Gemeinwesenarbeit. Aufgrund der Bologna-Reform an den Hochschulen ist noch ein weiterer, wichtiger Begriff hinzugekommen: In jüngster Zeit wird die Soziokulturelle Animation als kontinentales Pendant zur anglo-amerikanischen Tradition des Community Development verstanden.

## Geschichte

### Vor 1968
In Frankreich ist die Soziokulturelle Animation aus verschiedenen Bewegungen entstanden, die auch in anderen Ländern Parallelen haben. Für die Zeit vor 1968 sind folgende Ursprünge zu nennen (Moser et al.):
Da ist voerst die Bewegung der éducation populaire, bzw. die Arbeiterbildungsbewegungen des frühen 20. Jahrhunderts. Innerhalb dieser Bewegungen gab es sozialistische und religiöse Richtungen sowie Überschneidungen zwischen den beiden. Heute berufen sich Autoren der Soziokulturellen Animation auch auf die Tradition der Pädagogik der Befreiung, wie sie von Paulo Freire in Brasilien in den 1950er und 1960er Jahren formuliert worden ist. Oft mit der Arbeiterbildungsbewegung verbunden waren Organisationen für sinnvolle und gesunde Feriengestaltung von Arbeitern, in der Schweiz zum Beispiel die Naturfreunde, von Frankreich ausgehend der Club Méditerranée.
Den Jugendzentren und -szenen der 60er Jahre sind Jugendbewegungen vorangegangen, in Deutschland zum Beispiel die Wandervogelbewegung, die Pfadfinder und die konfessionellen Jugendverbände. Als die Jugend- und Freizeitzentren gegründet wurden, entstand ein Bedarf nach professionellen Angestellten. Da die Professionalisierung in Frankreich schon weiter vorangeschritten war, begann man in andern Ländern sich für diese Tradition zu interessieren – der Impuls kam aus der französischsprachigen Schweiz. In der Deutschschweiz wurde 1971 der erste „Grundkurs Animator“ angeboten, welcher Animationsmethoden für die verschiedensten Berufsfelder vermittelte. Wenig später wurde in Luzern die auf Jugendarbeit spezialisierte Ausbildung eingeführt. Während der Jahre bis Anfang des 21. Jahrhunderts entwickelten sich diese und andere Ausbildungen zu einem Fachhochschulstudium (Bachelor).

### Seit 1968
Seit 1968 sind weitere wichtige Quellen des Selbstverständnisses und der Berufstheorien der Soziokulturellen Animation hinzugekommen:
Die Jugendunruhen von 1968 und 1980 (Zürich, Bern, Berlin) haben die offene Jugendarbeit in der Schweiz stark geprägt. Die Forderungen der Jugendlichen nach eigenen Räumen für eine autonome Jugendkultur sind in die Ausbildungen für Soziokulturelle Animation und in die Subventionspraxis von Gemeinden (Kommunen) und Kantonen (Ländern) eingeflossen. Auch die breiteren – nicht nur auf Jugendliche fokussierten – Bewegungen zur Demokratisierung von Kunst haben für die Soziokulturelle Animation eine große Bedeutung. Im englischen Sprachraum zeigen sich heute interessante Verbindungen zwischen der Community-Arts-Bewegung und sozialen Bewegungen. Auch im deutschsprachigen Raum finden sich unzählige Beispiele von Interventionen, die Kunst mit einem sozialen Anspruch verbinden.
Grenzten sich die Animatoren anfänglich streng von der Gemeinwesenarbeit ab, weil sie sich nicht als Teil der Sozialarbeit verstanden, weicht sich diese Grenzziehung heute zunehmend auf. Wichtige Autoren wie Hongler und Willener (1998) beziehen sich zum Beispiel auf Klassiker der Gemeinwesenarbeit wie Saul Alinsky und Jane Addams. Das Spezielle der Soziokulturellen Animation bleibt der Fokus auf kulturelle Ausdrucksformen.
Die wachsenden Subventionen und Forschungen zum Thema Gesundheitsförderung und Prävention haben dazu geführt, dass in diesem Gebiet neue Tätigkeitsfelder entstanden sind. Die Soziokulturelle Animation ist einer von mehreren Berufen, der für sich beansprucht, für die Organisation präventiver Aktivitäten ein geeignetes Methodenrepertoire mitzubringen. Zum Beispiel standen präventive Aktivitäten bereits im Schweizer Grundkurs-Animator von 1984 bis 1987 im Lehrplan.
Offene Jugendarbeit ist für viele ein Einstieg in die Soziokulturelle Animation, sie ist aber selten ein Beruf fürs Leben. Der Ehrgeiz der Animatoren besteht vielfach darin, sich in Richtung Quartierentwicklung, Stadtplanung und Regionalplanung fortzubilden. Dies drückt sich zum Beispiel in Masterprogrammen der Hochschulen für Soziale Arbeit aus. Realität ist allerdings, dass die Animation in diesem Feld in Konkurrenz steht zu spezialisierten, universitären Disziplinen. Trotzdem hat die Literatur und Projekterfahrung in diesem Bereich einen wachsenden Einfluss auf das Selbstverständnis und die Berufstheorien der Soziokulturellen Animation. In Deutschland werden im Rahmen des bundesweiten Programms „Die Soziale Stadt“ wichtige Erfahrungen gemacht und dokumentiert.
Die Projektmethode der Soziokulturellen Animation hat sich von Anfang an stark an den partizipativen Methoden aus der Entwicklungszusammenarbeit orientiert (Hongler & Willener). Diese Inspirationsquelle gewinnt mit der stärkeren Orientierung an der angelsächsischen Tradition des Community Development an Bedeutung.

## Berufstheorien
Einige Autoren (Moser et al. 1999, Spierts 1998) stehen für eine Richtung, die keine eigenständige Berufstheorie für die Soziokulturelle Animation formuliert. Sie bieten einfache Handlungsmodelle, mit denen das Nachdenken über die praktische Arbeit in Jugend- und Gemeinschaftszentren erleichtert wird. Im Zentrum des Modells von Moser et al. stehen die vier Interventionspositionen „Animator/Animatorin“, „Organisator/Organisatorin“, „Mediator/Mediatorin“, „Konzeptor/Konzeptorin“. Damit wird ein Anspruch an die animatorische Tätigkeit deutlich: Die Rolle der Professionellen wechselt ständig, je nachdem, ob jemand mit völlig unorganisierten, passiven Bewohner eines Altersheims arbeitet, mit einem bereits aktiven Quartierverein, mit provozierenden Jugendgruppen oder mit zerstrittenen Fraktionen einer Kirchgemeinde. Jede Rolle ist mit spezifischen Methoden und Fähigkeiten verbunden.
Jean-Claude Gillet (1998) ist der wichtigste Autor der Soziokulturellen Animation in Frankreich. Seine Theorie ist ein Gebilde, das sich aus verschiedenen Quellen speist (zum Beispiel psychoanalytisch orientierte Institutionsanalyse und Sozialpsychologie sowie französische, neo-marxistische Theoretiker). Sie ist von einem starken, humanistischen Impuls geprägt und widerspiegelt den Optimismus typisch für die Neuen Sozialen Bewegungen und Bürgerinitiativen der 1970er und 1980er Jahre. Für Gillet ist die soziale Beziehung der zentrale Gegenstand der Animation. Angesichts des beschleunigten sozialen Wandels geht es darum, Beziehungen zwischen Menschen zu stärken und damit ihre Möglichkeiten zur Eigeninitiative zu erweitern. Durch zunehmende Partizipation an der sozialen und politischen Gestaltung der Lebensbedingungen werden Menschen von Objekten zu Subjekten des Wandels. In sieben zentralen Begriffspaaren drückt sich der Kern von Gillets Theorie aus: Statt vordefinierten Aktivitäten fördert die Animation die selbstbestimmte Aktion, statt Programmen für Menschen Projekte mit Menschen, Animatoren sollen nicht den Konsens suchen, sondern Konflikte austragen, u. a.
Eine fruchtbare Weiterentwicklung dieses Ansatzes findet sich in der Zürcher Schule der Soziokulturellen Animation, wie sie von Hanspeter Hongler vertreten wird (Züfle 2004). Hier ist der Übergangsraum ein zentraler Begriff: Ein Raum zwischen verschiedenen gesellschaftlichen Bereichen, zwischen Lebensaltern und vor allem zwischen persönlicher Innenwelt und sozialer Außenwelt. In Anlehnung an den Psychoanalytiker Donald W. Winnicott wird dieser Begriff fruchtbar gemacht. Außerdem verhilft der Bezug zur argentinischen Schule des Grupo Operativo zu einem vertieften Verständnis und zu einer differenzierten Technik der Koordination von Gruppen.
Im weiteren Sinn zu dieser Tradition können jene Versuche gezählt werden, welche die Kritische Theorie der Frankfurter Schule und den Soziologen Pierre Bourdieu zu Hilfe nehmen, um dem Nachdenken über Soziokulturelle Animation eine theoretische Schärfentiefe zu verleihen.
In der Auseinandersetzung mit Gesundheitsförderung und Prävention ist eine neue Berufstheorie am Entstehen, die sich an die Systemtheorie von Niklas Luhmann anlehnt. Von Michel Voisard liegt eine solche Konzeption vor (2005).
Wie aus der geschichtlichen Darstellung deutlich wird, zeichnet sich die Soziokulturelle Animation dadurch aus, dass sie sich zwischen verschiedenen gesellschaftlichen Bereichen und wissenschaftlichen Disziplinen bewegt. Damit ist auch die Berufstheorie offen für vielfältige Verknüpfungen. Besonders wichtig ist der Bezug zu den Theorien der Gemeinwesenarbeit, der Freizeitpädagogik und der Sozialpädagogik.

## Methoden
Eine zentrale Methode ist die Projektmethode. Die Grundzüge sind dieselben wie beim Projektmanagement, wie es in der Wirtschaft und der Forschung zum Einsatz kommt. Die Besonderheit der Projektmethode, die Hanspeter Hongler und Alex Willener (der Hochschule Luzern) für die Soziokulturelle Animation entwickelt haben, ist die konsequente Ausrichtung auf eine partizipative Konzipierung und Durchführung von Projekten. Aufgabe der Projektleitung ist es, mit einer Gruppe von Menschen etwas Neues zu entwickeln. Deshalb kommt in soziokulturellen Projekten den Methoden der Ideenfindung eine große Bedeutung zu.
Damit gute Projekte entstehen können, ist allerdings ein kontinuierlicher Beziehungsaufbau innerhalb eines Gemeinwesens notwendig. Diese „Alltagsarbeit“ wird in der methodischen Literatur seltener behandelt. Dabei geht es darum, den Betrieb von Jugendkulturzentren oder Quartierzentren lebendig zu erhalten. Außerdem wird die aufsuchende Jugendarbeit (Streetwork) im Rahmen der sozialräumlichen Orientierung vieler Anbieter immer wichtiger.
Die Arbeit der Soziokulturellen Animation findet praktisch immer mit Gruppen statt, meistens mit Gruppen von Freiwilligen. Deshalb sind Methoden der Gruppenmoderation und -leitung sehr wichtig. Einflussreich auf die Ausbildung in der Soziokulturellen Animation ist die Tradition der Gruppendynamik, wie sie von Kurt Lewin erstmals formuliert wurde. In den 1980er und 1990er Jahren fand auch der Ansatz des Grupo Operativo Verbreitung.
Sobald nicht nur mit einer Gruppe gearbeitet wird, sondern mit ganzen Quartieren oder Gemeinden, kommen Methoden der Großgruppenmoderation zum Einsatz. Beispiele hierfür sind die Zukunftswerkstatt von Robert Jungk oder die Open Space Methode.
Begleiten Animatoren feste Gruppen, Organisationen oder Netzwerke über längere Zeit, sind Erweiterungen des Methodenrepertoires, zum Beispiel durch Anlehnungen an die Organisationsentwicklung notwendig.
Für den Alltag in Freizeiteinrichtungen für Kinder ist die Spielpädagogik wichtig. Aber auch in der Arbeit mit Jugendlichen und Erwachsenen wird mit Spielen und mit der Erfindung neuer Spiele gearbeitet.
Die vielfältigen Formen der populären Kultur bieten auch ein Repertoire an „Methoden“ für soziokulturelle Projekte. Dafür arbeiten Animatoren mit Fachleuten aus den jeweiligen Sparten zusammen. Neben den Formen der Jugendkultur sind hier so unterschiedliche Genres wie Poetry Slam, Märchenerzählen, Graffiti, Fasnacht, Kerzenziehen, Männerchöre u. v. m. zu nennen.